# T’Keyah Crystal Keymáh
T’Keyah Crystal Keymáh, właśc. Crystal Walker (ur. 13 października 1962 w Chicago) – amerykańska aktorka i reżyserka.

## Filmografia
| Role główne       | Role główne                | Role główne                                    | Role główne     |
| Rok               | Tytuł                      | Rola                                           | Notatki         |
| ----------------- | -------------------------- | ---------------------------------------------- | --------------- |
| 2003-2005         | Świat Raven                | Tonya Baxter                                   | 67 epizodów     |
| Role drugoplanowe |                            |                                                |                 |
| Rok               | Tytuł                      | Rola                                           | Notatki         |
| 1997              | Jackie Brown               | Raynelle                                       |                 |
| Role gościnne     |                            |                                                |                 |
| Rok               | Tytuł                      | Rola                                           | Notatki         |
| 2004              | On, ona i dzieciaki        | Realtor                                        | 1 epizod        |
| Głos i dubbing    |                            |                                                |                 |
| Rok               | Tytuł                      | Rola                                           | Notatki         |
| 2005-2006         | Amerykański smok Jake Long | Mama Trixi i Marsha Brubert                    | Głos, 3 epizody |
| 2004-2005         | Młodzi Tytani              | Trzmiel                                        | Głos, 4 epizody |
| 1998              | Pinky i Mózg               | Śpiewaczka, mama, pielęgniarka i mały chłopiec | Głos, 2 epizody |